# Markus Ritter
Markus Vinzenz Ritter (Altstätten; 19 de abril de 1967) es un político suizo del partido El Centro y miembro del Consejo Nacional de Suiza por el Cantón de San Galo. Desde noviembre de 2012 también es presidente de la Asociación Suiza de Agricultores (SBV).

## Biografía
Ritter es ingeniero industrial y maestro agricultor. Fue presidente de la Asociación de Agricultores de San Galo de 2005 a 2013 y ha estado en la junta directiva de la Asociación Suiza de Agricultores (SBV) desde 2006, siendo elegido presidente de la misma el 21 de noviembre de 2012.
Ritter está casado, es padre de tres hijos y vive en Altstätten.

### Carrera política
De 1993 a 2012, Ritter fue miembro del Ayuntamiento de Altstätten.
En las elecciones parlamentarias de 2011, fue elegido miembro del Consejo Nacional por el Partido Demócrata Cristiano (CVP); fue reelegido en 2015, 2019 y 2023. Desde 2011 es miembro de la Comisión de Economía y Tributación.
Como presidente de la Asociación Suiza de Agricultores, Ritter representa principalmente los intereses de una agricultura intensiva y manufactura y combatió, por ejemplo, la iniciativa de biodiversidad.
Junto con Martin Pfister, Markus Ritter fue el candidato oficial del partido El Centro para las elecciones al Consejo Federal de 2025 para suceder a la consejera federal Viola Amherd. Ritter fue derrotado por Pfister en la segunda ronda de votación.